# پالدرن
پالدرن یکی از روستاهای استان آذربایجان شرقی است که در دهستان نقدوز بخش فندقلو شهرستان اهر واقع شده‌است.این روستا ۴۰ نفر جمعیت دارد.